# Polizeiruf 110: Wölfe
Wölfe ist ein Fernsehfilm aus der ARD-Krimireihe Polizeiruf 110. Der Film wurde im Auftrag des Bayerischen Rundfunks produziert und am Sonntag, den 11. September 2016 erstmals im Ersten ausgestrahlt. Es ist der elfte Fall des Münchner Polizeiruf-Ermittlers Hanns von Meuffels.

## Handlung
Kriminalhauptkommissar Hanns von Meuffels hat sich in seine Hamburger Kollegin Constanze Hermann verliebt, mit der er zuletzt einen Fall zusammen löste. Im Moment befindet sie sich im Urlaub. Constanze, die ein starkes Alkoholproblem hat und heimlich weiter trinkt, hat sich im Wellness-Center eines bayerischen Dorfs einquartiert, wo sie ihre Alkoholsucht zu bekämpfen sucht. Sie nimmt jedoch nur unwillig an den Gruppenterminen teil. Manchmal erscheint sie dazu auch gar nicht.
Auf der Suche nach einem Zigarettenautomaten, den es im Hotel nicht gibt, kommt Constanze ins Dorfgasthaus, wo sie mehrere Gläser Gin Tonic trinkt. Als sie sich nachts angetrunken und singend auf ihren Heimweg macht, begegnet ihr eine aufrechtgehende Wolfsgestalt mit leuchtenden, roten Augen. Sie glaubt eine Wahnvorstellung zu haben, stürzt in ihrer Panik und verliert ihr Handy. Am nächsten Morgen wird Kristina, eine Angestellte des Hotels, im Wald ermordet aufgefunden, deren Gesicht von Bissen entstellt ist. Von Meuffels übernimmt die Ermittlungen und bezieht Constanze mit ein. Bei der Obduktion des Opfers, bei der Wolfshaare gefunden werden, steht dem Gerichtsmediziner der Zoologe Dr. Wiesinger zur Seite. Er bewundert Constanzes analytische Fähigkeiten, bemerkt aber auch sofort, dass sie ein Alkoholproblem hat.
Constanze spricht mit von Meuffels über ihre Begegnung in der Nacht und sie sehen sich im Wald um. Noch immer hält sie das, was sie gesehen hat, für ein Delirium, aber als sie ihr Handy am Waldweg wiederfindet, ist sie sich nicht mehr sicher. Nachdem auch noch zwei gerissene Schafe gefunden werden, ist sicher, dass sich ein Wolf in der Gegend umhertreiben muss.
Die Spur führt beide Ermittler zu dem Türken Mehmet Özhan, der auf einem Einöd-Hof eine Hundezucht betreibt und dort auch einen halbzahmen Wolf hält. Zudem war er mit der Ermordeten befreundet und Mitglied der rechtsextremen türkischen Partei „Graue Wölfe“, von der er sich seit einiger Zeit zurückgezogen hatte. Özhan steht unter dem Schutz des BND, ist aber inzwischen untergetaucht, da er den Mord an seiner Freundin als Drohung gegen ihn wertet. Seine Hunde hat er alle erschossen, da er sie nicht mitnehmen konnte, nur den Wolf verschonte er und ließ ihn frei. Kurze Zeit später wird das Tier von den Schäfern erschossen, denen er die Schafe gerissen hatte.
Nach Ansicht des BND ist der Fall damit abgeschlossen und von Meuffels wird nahegelegt, seinen Resturlaub zu nehmen. Da er so mehr Zeit mit Constanze verbringen kann, sträubt er sich nicht weiter gegen diese Anweisung „von oben“. Er bringt sie zu ihrem Hotel und will nur noch schnell seine Sachen holen. Während dieser Zeit erscheint Dr. Wiesinger bei Constanze und lockt sie unter dem Vorwand, bei der Sektion des Wolfes etwas Seltsames entdeckt zu haben, in seine Forschungseinrichtung. Von Meuffels erfährt davon und folgt den beiden.
In den Laboren angekommen, schickt Wiesinger Constanze in einen dunklen Raum und zeigt sich ihr in einer Wolfsverkleidung mit leuchtenden roten Augen. Er gibt zu, dass dies bei Licht betrachtet schon etwas seltsam aussieht, aber so verkleidet könne er sich den Wölfen in der Wildnis besser nähern. So hätte er sich auch Kristina genähert, sie mit einem Schuss aus dem Narkosegewehr betäubt und die Bissspuren künstlich erzeugt. Seit dieser Nacht fühle er sich zu Constanze hingezogen, weil er ihr dort begegnet war und sie so schön gesungen hätte. Er müsse ihr noch so viel erzählen, aber es sei sehr anstrengend. Er ist als Kind mit einem Wolfsrachen geboren worden und hat mit viel Mühe sein sprachliches Handicap überwunden. Nur optisch war die Narbe noch etwas zu sehen. Als Kind wurde er viel gehänselt, später hatte er sich in Kristina verliebt, aber sie verhöhnte ihn nur. Als er bemerkte, dass sie ihn weiter verachtete, hatte er ihr im Wald aufgelauert, sie getötet und gehofft, sich damit selber zu befreien. Doch es war ein Irrtum. Nach seinem Geständnis lässt er Constanze allein zurück und erschießt sich.

## Hintergrund
Die Dreharbeiten fanden vom 10. November 2015 bis 11. Dezember 2015 in München und Bayrischzell statt. Verwendung fanden die Songs „Anyone Who Had A Heart“ (Dionne Warwick), „Rain“ (Martin Stephenson and The Daintees) und „Wölfe mitten im Mai“ (Franz Josef Degenhardt).

## Rezeption

### Kritiken
„Der Autorenfilmstar Christian Petzold, der schon die 'Kreise'-Episode geschrieben und gedreht hat, hat diesen 'Polizeiruf' als so kunst- wie lustvollen Assoziationsstrom in Szene gesetzt. […] Mit romantischem Grimm und grimmscher Romantik zielt […] Petzold aufs kollektive Unterbewusstsein der Zuschauer und arbeitet sich durch alle Facetten des Wolfs-Topos – inklusive einer Ermittlerin, die mit rotem Mantel, vernebeltem Blick und naivem Interesse doch sehr an eine der größten Heldinnen der Gebrüder Grimm erinnert. Dabei bewahrt sich Christian Petzold seinen von aller Gefühlsrhetorik befreiten Stil. In lakonischen Dialogen holt er Angstbilder hoch, die in uns allen schlummern.“

„Zum Ende hin wird der Spannungsbogen ein bisschen überdehnt, aber grundsätzlich ironisiert Petzold jedes küchenphilosophische Geplapper über Problemwölfe sehr schön und lässt keinen Zweifel daran, dass Menschen – jedenfalls die interessanteren – auch nur Problemwölfe sind, und ihr Biotop ist die Problemwelt.“

### Einschaltquoten
Die Erstausstrahlung von Wölfe am 11. September 2016 wurde in Deutschland von 6,51 Millionen Zuschauern gesehen und erreichte einen Marktanteil von 21,0 % für Das Erste.